# Rusko-krimske vojne
Rusko-krimske vojne so bile vojne med Ruskim carstvom in Tatari Krimskega kanata v 16. in 17. stoletju za ozemlje v porečju Volge.
V 16. in 17. stoletju so bile ruske Divje stepe stalno izpostavljene Tatarom. V rusko-krimski vojni 1571-1572  so Krimski Tatari s podporo vojske Osmanskega cesarstva vdrli v osrednjo Rusijo, opustošili Rjazan in požgali Moskvo. Naslednje leto so bili v bitki pri Molodih poraženi. Vdori so se kljub temu nadaljevali, zato so Rusi večkrat napadli Krimski kanat in ga v poznem 18. stoletju podjarmili. Tatari so izgubili ves svoj vpliv v regiji.

## Zgodovina
Invazije Krimskih Tatarov na Rusijo so se začele leta 1507 po smrti moskovskega velikega kneza Ivana III. Vasiljeviča z napadom na Belev in Kozelsk. V 16. stoletju je bila zunanja meja Divjih step v bližini mesta Rjazan ob reki Oki. Glavna pot za napad na Moskvo je bila Muravska pot, ki je tekla od izliva reke Perekop med porečjema Dnepra in Severnega Dona do Tule. Tatari so se s pohodov, globokih  100–200 km, vračali po obsežnem plenjenju in ugrabljanju ljudi. Ujetnike so vodili v Caffo, kjer so jih prodali za sužnje. Prebivalstvo v pokrajinah ob ruski južni meji je zato zelo trpelo.
Rusija je vsako pomlad mobilizirala več tisoč vojakov za obmejno službo. Obrambna črta je bila sestavljene iz niza trdnjav in utrjenih mest.
Za obrambo pred vdori iz Nogajske horde med Volgo in Irtišem so bila na Volgi zgrajena mesta Samara (1586), Caricin (1589) in Saratov (1590).
Največja opustošenja so povzročile invazije leta  1517, 1521 (s podporo Kazanskega kanata, Litve in Osmanskega cesarstva), 1552, 1555, 1570–1572 (s podporo Švedske in Osmankega cesarstva), 1589, 1593, 1640, 1666–1667 (s podporo Poljske-Litve), 1671 in 1688.

## 1570
Leta 1570 so horde Krimskih Tatarov opustošile rusko obmejno mesto Rjazan.

## Rusko-krimska vojna (1570–1572)
Maja 1571 je krimska in turška vojska 120.000 vojakov (80.000 Tatarov, 33.000 Turkov neredne osmanske vojske in 7.000 janičarjev) na čelu s krimskim kanom Devletom I. Gerajem, ter vojske Male in Velike Nogajske Horde in Čerkezov obšla obrambni sistem Sepuhova na reki Oki, prečkala reko Ugro in obkolila krilo ruske vojske s 6.000 vojaki. Tatari so rusko vojsko uničili, glavnina pa se je umaknila v Moskvo, ker ni bila dovolj močna, da bi ustavila napadalce. V glavno mesto je pobegnilo tudi podeželsko rusko prebivalstvo.
Krimska vojska je opustošila nezaščitena mesta in vasi okoli Moskve in nato podžgala predmestja prestolnice. Zaradi močnega vetra se je ogenj hitro razširil na samo mesto. Meščani in begunci so se v strahu pred ognjem umaknili proti severnim vratom prestolnice. Na vratih in v ozkih ulicah je nastala neznanska gneča. Vojska, pomešana med civiliste, je izgubila nadzor, general Belski pa je v požaru umrl.
V treh urah je Moskva do tal pogorela. Naslednje dni je tatarska vojska plenila in se po Rjazanski poti umaknila v stepe. Vojna leta 1571 je zahtevala 80.000 žrtev. 150.000 Rusov so odpeljali v ujetništvo. Papežev ambasador Antonio Possevino je leta 1580 v Moskvi naštel samo 30.000 prebivalcev. Pred napadom Tatarov jih je štela okoli 100.000.
Po požigu Moskve je kan Devlet I. Geraj s podporo Osmanskega cesarstva leta 1572 ponovno napadel Rusijo. Združeno vojsko Tatarov in Turkov so tokrat v bitki pri Molodih premagali in ustavili. Julija-avgusta je 120.000 glavo vojsko Devleta I. Geraja premagala tudi ruska vojska kneza Mihaila Vorotinskega in kneza Dmitrija Hvorostinina.

## Vojne po letu 1572
Rusija se je začela postopoma širiti proti Črnemu morju in Krimskemu kanatu. V 18. stoletju ge je večkrat napadla in v rusko-turških vojnah dokončno podjarmila.

## Nepopoln seznam tatarskih pohodov
Na seznamu ni pohodov proti Poljski-Litvi (75 pohodov od leta 1474 do 1569) :17
- 1465: Krimski kanat napade Zlato hordo, da bi preprečil njene pohode v Rusijo in motenje trgovanja[6]
- 1480: veliki zastoj na Ugri
- 1507 in 1514: pohodi pod vodstvom tatarskih plemičev, ki niso spoštovali kanovega mirovnega sporazuma[5]:14
- 1521: kan s 50.000 možmi prečka Oko pri Kolomni in dva tedna pustoši po okolici Moskve[5]:14
- okoli  1533:  zgrajene obrambne zaseke okoli 100 km južno od Oke
- 1533–1547: (regentstvo za Ivana IV.) okoli 20 velikih pohodov preko meje[7]:71
- 1541: krimski kan pod zaščito osmanskega topništva prečka Oko na splavih[5]:12
- 1555, 1562, 1664, 1565: kan z velikimi vojskami napada Moskvo[5]:16
- 1556–1559: Rusi in Zaporožci štiri krat napadejo obalo Črnega morja[5]:56
- 1564: Tatari požgejo Rjazanski posad [5]:47
- 1571: rusko-krimska vojna (1571)
- 1572: bitka pri Molodih
- 1591: tatarski prodor do Moskve[7]:116
- 1591: topništvo pri Kolomenski ustavi tatarski pohod
- 1592: požig predmetij Moskve; ruska vojska je bila odsotna zaradi vojne s Švedsko[5]:17
- 1598: pohod Tatarov ustavljen na zasekah; Tatari se umaknejo in zaprosijo za mir[5]:46
- 1614: pogod Nogajcev do predmestij Moskve; v težavnih časih je bilo odpeljanih toliko ljudi, da je cena sužnja v Kaffi padla na petnajst ali dvajset zlatnikov[5]:66
- 1618: Nogajci po sklenitvi miru z Moskvo osvobodio 15000 ujetnikov[8]
- 1632: Tatari in janičarji postavijo zasedo vojska iz Livnija;  300 vojakov ubitih, ostali zasužnjeni[5]:66
- 1632: 20.000 Tatarov opustoši jug; ruska vojska je bila tačas zaradi smolenske vojne na severu[5]:76
- 1633: 30.000 Tatarov preči obrambne linije in v porečju Oke ujame več tisoč ljudi;[5]:76 pohod je bil zadnji pohod globoko na rusko ozemlje[9]
- 1635: več manjših vojsk napade Rusijo južno od Rjazana[5]:79
- 1637, 1641–1643: več pohodov nogajskih in krimskih plemičev brez dovoljenja krimskega kana[5]:90
- 1643: 600 Tatarov in 200 zaporožkih kozakov napade Kozlov; 19 ubitih in 262 ujetih[5]:23
- 1644: 20.000 Tatarov opustoši južno Rusijo; 10.000 ujetnikov[5]:91
- 1645: 6.000 ujetnikov; pohod naj bi spodbudilo Osmansko cesarstvo, da bi dobilo sužnje za svoje galeje za vojno z Beneško republiko[5]:91
- okoli 1650: Belgorodska obrambna črta pomakne ruske trdnjave 300 km južno od Abatske linije
- okoli 1680: Iziumska linija; ruske trdnjave so bile zgrajene samo 150 km od Črnega morja
- 1687, 1689: neuspešna ruska pohoda na Krim
- 1691–1692: več tisoč ujetih ob Iziumski obrambni črti[5]:183
- 1769: zimski pohod na Novo Srbijo; več tisoč ujetnikov[10]
- 1774: Krimski kanat postane ruski vazal
- 1783: Krim priključen k Rusiji